# Marta Ferrari
 Marta Ferrari  es una película en blanco y negro de Argentina dirigida por Julio Saraceni sobre el guion de Carlos Gorostiza que se estrenó el 17 de agosto de 1956 y que tuvo como protagonistas a Fanny Navarro, Duilio Marzio, Ricardo Castro Ríos y Santiago Gómez Cou.

## Sinopsis
Una exitosa actriz le cuenta a un periodista la historia de su amor por un músico que la abandonó una vez que triunfó.

## Reparto
- Fanny Navarro ... Marta Ferrai
- Duilio Marzio ... Guillermo Germani
- Ricardo Castro Ríos ... Arturo Castelli
- Santiago Gómez Cou ... Emilio Videla
- Raúl Rossi ... Francisco
- Juan Carlos Barbieri ... Orlando Valdez
- Aída Luz ... Victoria "Vicky"
- Arsenio Perdiguero
- Liria Marín ... Ethel
- Jorge de la Riestra ... Aguirre

## Comentarios
Noticias Gráficas dijo:

”No alcanza la película el interés de la escena….En la obra teatral existía un clima y en la película todo es fabricado. No hay sinceridad.”

Por su parte Manrupe y Portela escriben:

”Dramón que rescata una buena actuación de la protagonista, en su época de menos popularidad.”